# Biên Hòa
Bien Hoa er en vietnamesisk by. Det er hovedstaden i provinsen Dong Naiu. Befolkningen er 800.000 indbyggere (2011). Ca Mau er 25 km syd for Ho Chi Minh-byen. Bien Hoa Lufthavn er 5 km fra centrum.
- Wikimedia Commons har flere filer relateret til Biên Hòa